# كاميلا هانسون
كاميلا هانسون (بالسويدية: Camilla Hansson)‏ هي متسابقة ملكة الجمال وعارضة سويدية، ولدت في 11 أكتوبر 1988 في ستوكهولم في السويد.

## وصلات خارجية
- الموقع الرسمي